# Scopogonalia interruptula
Scopogonalia interruptula är en insektsart som först beskrevs av Henry Fairfield Osborn 1926.  Scopogonalia interruptula ingår i släktet Scopogonalia och familjen dvärgstritar. Inga underarter finns listade i Catalogue of Life.